# Rejon siewierny
Rejon siewierny (ros Северный район) – rejon będący jednostką podziału administracyjnego rosyjskiego obwodu nowosybirskiego. Jest to największy, a jednocześnie najsłabiej zaludniony rejon obwodu.

## Historia
Archiwa państwowe datują pierwsze ślady rosyjskiego osadnictwa na terenie dzisiejszego rejonu siewiernego na rok 1658, gdy powstaje tu jedna z pierwszych osad kolonizatorów z zachodnich rubieży kraju. Sama wieś Siewiernoje, która jest centrum administracyjnym regionu powstała w 1727 roku. Od 1804 roku tereny te podlegają jurysdykcji władzom tomskiej guberni. W XIX wieku zaczyna się napływ ludności z centralnych obszarów Imperium Rosyjskiego, trwają akcje kolonizacyjne, tym samym wzrasta populacja. Tereny te mają pewne znaczenie handlowe, odwiedzają je kupcy z Tomska, a sama ludność trudni się głównie rolnictwem i hodowlą. Było to także miejsce zesłań dla przestępców o charakterze politycznym. W okresie rosyjskiej wojny domowej zajęty przez wojska Białych wiernych rządowi na którego czele stał admirał Aleksandr Kołczak, a następnie przechodzi w ręce bolszewików. Od 1921 roku ziemie te wchodzą pod zarząd dzisiejszego rejonu kujbyszewskiego. W 1926 roku na tych terenach istniało 96 osiedli różnego typu, w skład których wchodziło 4137 gospodarstw domowych, zamieszkiwanych przez 20 804 ludzi. W 1928 i 1930 roku tereny te przechodzą przez serię reform administracyjnych. Ostatecznie rejon siewierny zostaje ustanowiony 7 czerwca 1933 roku. W 1936 roku składał się on z 18 sielsowietów, a na jego terytorium żyło 30 300 ludzi. W latach trzydziestych XX wieku przechodzi przez program forsownej stalinowskiej kolektywizacji. W wyniku kolejnych przekształceń administracyjnych i zmian granic, w 1941 roku rejon siewierny liczy 20 693 dusz, z czego liczba mężczyzn wyniosła 9419, a liczba kobiet 11 274. W czasie wielkiej wojny ojczyźnianej na front wyruszyło łącznie 6000 mieszkańców rejonu, a ich nazwiska wypisane są w specjalnej księdze pamięci. Trzech mieszkańców otrzymało tytuł Bohatera Związku Radzieckiego. Po wojnie następuje powolna odbudowa gospodarki i przestawianie jej z trybu wojennego na pokojowy. W 1946 roku rejon siewierny wygrywa jeden z obwodowych konkursów o przodownictwo pracy socjalistycznej. Za swój wysiłek mieszkańcy otrzymali 50 tysięcy rubli oraz nagrody rzeczowe o wartości 156 tysięcy rubli.

## Charakterystyka
Rejon siewierny położony jest w północno-wschodniej części obwodu nowosybirskiego, w odległości 430 kilometrów od jego stolicy, Nowosybirska. Najbliższa stacja kolejowa znajduje się w Barabińsku i aby do niej dotrzeć należy pokonać 134 kilometry. Administracyjnie rejon podzielony jest na 12 osiedli wiejskich (sielsowietów). Przez teren rejonu przepływa m.in. rzeka Tara. W gospodarce dominuje głównie rolnictwo, pod uprawy w 2011 roku przeznaczono 8480 hektarów. Łączna wartość wyprodukowanych dóbr rolnych wyniosła w 2011 roku 288,4 miliony rubli, co było wzrostem o 4,6% w porównaniu z 2010 rokiem. W tym samym roku wyprodukowano 4630,5 ton mleka oraz 1834,1 ton mięsa, a także zebrano 6581 ton różnych zbóż. Sektor rolniczy zatrudnia około 17% wszystkich zatrudnionych. W przemyśle dominuje branża gazowa i naftowa. W 2011 roku wydobyto łącznie 855 tysięcy ton ropy naftowej, co było spadkiem o 36% w porównaniu z rokiem poprzednim. Ważną częścią sektora przemysłowego jest też przemysł drzewny. Mieszkańcy korzystają z publicznej komunikacji autobusowej, która umożliwia poruszanie się po terenie rejonu. W 2011 roku z tego środka transportu skorzystało w sumie 123 tysiące pasażerów. Łączna długość dróg na tym obszarze wynosi 315,2 kilometrów, z czego drogi o utwardzonej nawierzchni to 209,1 kilometrów.
Według danych z 2010 roku rejon siewierny kieruje 22 publicznymi szkołami różnego szczebla. Opiekę medyczną zapewnia szpital rejonowy z łóżkami dla 115 pacjentów, trzy mniejsze szpitale oraz 18 przychodni zdrowotnych. Działają tu także 23 kluby kulturalne różnego typu, 17 bibliotek, park rekreacyjny, rejonowy dom kultury oraz muzeum rejonowe.
Część rejonu zajmuje Rezerwat Wasiugański.

## Demografia

### Wiadomości ogólne
Według federalnych statystyk z 2010 roku na obszarze rejonu siewiernego żyło 10 467 ludzi. Dane te różnią się od lokalnych źródeł, które wskazują na liczbę 11 365 w 2010 roku i 11 271 w 2011 roku. Jest to nieznaczny spadek w porównaniu z poprzednią dekadą, gdy w 1998 roku na terenie rejonu mieszkało 12 800 osób. Mimo to w następnej latach przewiduje się niewielki wzrost liczby ludności, w 2015 roku obszar ten ma zamieszkiwać 11 375 ludzi, a do 2020 roku liczba ta ma wzrosnąć do 11 380. Od 2008 roku przeciętne miesięczne wynagrodzenie utrzymuje się na tym podobnym poziomie, w 2008 roku wynosiło 15 041 rubli, w 2009 roku wzrosło do 17 210, w 2010 roku wynosiło 15 550, by w 2011 roku znowu wzrosnąć do kwoty 17 463 rubli.

### Liczba ludności w ostatnich latach
| Rok  | Liczba ludności |
| ---- | --------------- |
| 1998 | 12 800          |
| 2007 | 11 363          |
| 2008 | 11 319          |
| 2009 | 11 375          |
| 2010 | 11 365 (10 467) |
| 2011 | 11 271          |